# Christian Mager
Christian Mager (Darmstadt, Hessen, 8 d'abril de 1992) és un ciclista alemany, professional des del 2011 i actualment a les files del Hrinkow Advarics Cycleang.

## Palmarès
- 2017
  - Vencedor d'una etapa al Tour de Szeklerland